# Mansur ibn Nasir
Mansur ibn Nasir (?  – zm. 1105) był szóstym władcą z dynastii Hammadydów w Algierii
w latach 1088–1105.
Pod rządami Mansura syna Nasira ibn Alnasa (1062–1088) rozpoczął się upadek królestwa Hammadydów.
Chociaż dowodził on podbojem Algierii z rąk Almorawidów z pomocą Beduinów, to nie był
w stanie utrzymać pod kontrolą niezdyscyplinowanych beduińskich plemion. Trwałe zabezpieczenie dróg i szlaków handlowych 
przestało być już dłużej możliwe, z coraz większą szkodą dla handlu i rolnictwa część zbiorów musiano oddawać Beduinom. 
Brak bezpieczeństwa w głębi lądu doprowadził do wzrostu znaczenia handlu morskiego, co uczyniło ze śródziemnoporskiego 
portu Bidżai najważniejsze centrum gospodarcze w królestwie kosztem starej stolicy Al-Kala. W tym czasie
miał miejsce stały napływ ludności z Al-Kala do Bidżai. Dla współczesnych zbytek Hammadydów i duchowe życie królestwa
były najbardziej widoczne w Bidżai.
Za rządów syna Mansura Abd al-Aziza ibn Mansura (1105–1121) ostatecznie przeniesiono stolicę
do Bidżai, a Al-Kala porzucono.